# Ardboline Island and Horse Island SPA
Ardboline Island and Horse Island SPA este o arie protejată (arie de protecție specială avifaunistică — SPA) din Irlanda întinsă pe o suprafață de 148,29 ha, integral pe uscat.

## Localizare
Centrul sitului Ardboline Island and Horse Island SPA este situat la coordonatele 54°20′39″N 8°41′06″W / 54.344131°N 8.684937°V.

## Înființare
Situl Ardboline Island and Horse Island SPA a fost declarat arie de protecție specială avifaunistică în decembrie 2004 pentru a proteja 4 specii de animale.

## Biodiversitate
Situată în ecoregiunea atlantică, aria protejată nu include niciun habitat protejat.
La baza desemnării sitului se află mai multe specii protejate de  păsări (4): Branta leucopsis, cristeiul de câmp (Crex crex), Larus argentatus, cormoran mare (Phalacrocorax carbo).
Pe lângă speciile protejate, pe teritoriul sitului au mai fost identificate 2 specii de păsări.